# Hadropareia
Hadropareia es un género de peces de la familia Zoarcidae en el orden de los Perciformes.

## Especies
- - Hadropareia middendorffii   Schmidt, 1904
  - Hadropareia semisquamata  Andriashev & Matyushin, 1989.[1]